# Alopécie féminine
L'alopécie (ou calvitie) chez la femme est secondaire à la chute des cheveux.

## Épidémiologie
Il s'agit d'un problème fréquent : près d'un tiers des femmes se plaignent d'une perte excessive de cheveux à un moment ou un autre de leur vie.

## Causes
Il existe des causes non spécifiques, communes aux deux sexes. La perte de cheveux peut être, par exemple, secondaire à une cicatrice du cuir chevelu.
Un état de stress, ou certaines maladies, peuvent provoquer une perte de cheveux anormale, non compensée par la repousse.
L'alopécie diffuse, aussi appelée telogen effluvium, peut parfois être confondue avec l'alopécie androgénétique (calvitie) d'un point de vue esthétique tant que la chute reste modérée. Les causes sont cependant bien différentes et résultent d'un trouble organique (traitement médicamenteux, carences nutritionnelles, régime...) provoquant un passage prématuré des cheveux en phase télogène (mort du cheveu) Cette chute peut être amplifiée lors des changements de saisons. L'alopécie androgénique est quant à elle une conséquence hormonale naturelle.
L' alopecia areata est une forme particulière de perte de cheveux, survenant en plaques qui peuvent être confluentes et dont l'origine est inconnue. Sa fréquence est rare.
Un déficit en fer, tel qu'il peut se voir en cas de règles abondantes, pourrait également être responsable d'une perte de cheveux.
Elle peut se voir également dans certains comportements, comme la trichotillomanie.
En fait, on distingue les alopécies diffuses et les alopécies circonscrites. Celles qui font le plus souvent l’objet de consultations chez le dermatologue sont les alopécies diffuses. On perd de façon physiologique 80 cheveux par jour avec 2 pics en automne et printemps. À cette notion topographique on distingue, en termes de temps, 2 types d'alopécies : les aiguës ou « effluvium télogéne aigüe » (moins de 3 mois) avec un facteur déclenchant (comme un accouchement, stress, forte fièvre, amaigrissement brutal, etc), tout revenant à la normale en quelques mois (on recherchera cependant un problème thyroïdien ou une carence en fer) et les alopécies chroniques, durant plus de 6 mois. Parmi ces dernières, on différencie celles à topographie diffuse non androgéniques, les causes principales à rechercher étant les carences en fer, les dysthyroïdies, les causes nutritionnelles, l'effluvium télogène chronique... et les alopécies à topographie androgénique, avec un respect d'une bande frontale antérieure et richesse de la zone occipitale mais atteinte du vertex 

### Alopécie androgénétique chez la femme avant la ménopause
L'alopécie androgénétique correspond à une chute progressive des cheveux. Sa cause en est, en partie, héréditaire. Le rôle des androgènes n'est cependant pas clairement établi, le dosage de ces derniers étant fréquemment normal, même si la présence d'une hyperandrogénie est associée avec une alopécie.

### L'alopécie après la ménopause
Il s'agit de la plus fréquente cause de la calvitie chez la femme. Elle survient plus souvent, comme son nom l'indique, après la ménopause, car le rôle protecteur des hormones féminines a disparu. Le cheveu devient donc plus fragile, sa durée de vie diminue et une alopécie finit par apparaître.

## Description
Chez la femme, la chute des cheveux est plus diffuse et étendue que chez l'homme. Ainsi, la femme ne présente pas de plaques chauves, elle constate plutôt une raréfaction globale de ses cheveux. Ce processus conduit rarement à une alopécie complète. Les cheveux sur les côtés sont épargnés. Typiquement, il existe un élargissement progressif de la raie médiane qui peut être classé en différents stades (Échelle de Ludwig).

## Évaluation
La topographie de la perte des cheveux permet d'orienter le diagnostic. Le mécanisme peut en être également deviné (cassure chez une trichotillomaniaque, aspect cicatriciel ou non de la peau sous-jacente...). On peut également évaluer la résistance par un test de traction.
Un dosage du fer sérique et de la ferritine est faite systématiquement à la recherche d'une carence, dite martiale. Des dosages hormonaux visant à prouver une hyperandrogénie (mesure du taux de testostérone sanguine) ne doivent être faits qu'en cas de suspicion reposant sur d'autres éléments (hirsutisme, acné et troubles des règles...) qui peuvent être la cause du Syndrome de Stein-Leventhal par exemple.